# Прикрути

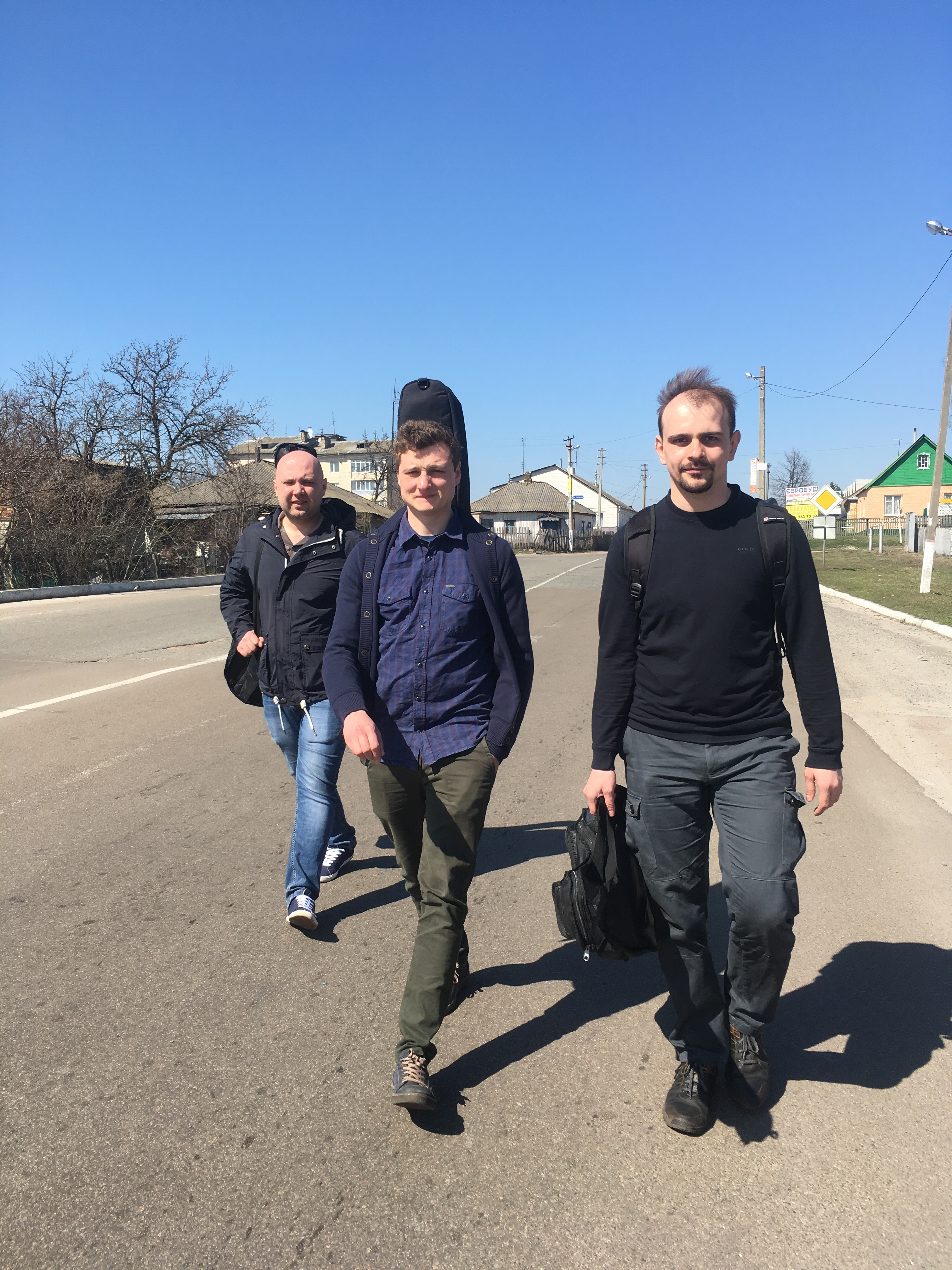
Гурт "Прикрути" по дорозі на репетицію. Весна 2018 рік.

Гурт "Прикрути" було створено взимку 2018 року в смт. Баришівка, що на Лівобережній Київщині.  Засновниками  є Артем Михайленко – перкусія, Антон Сербіненко – гітара,вокал, та Андрій Новіцький – гітара,вокал. Вирішено було грати в акустиці, оскільки для акустичних інструментів не потрібна електроенергія і приміщення (коли на вулиці тепло), тому влітку можна проводити репетиції на вулиці, або в лісі, котрий знаходиться поряд.  
Основою для першої концертної програми стали творчі напрацювання від попередніх проєктів А. Сербіненка та А. Михайленка, а також акустичних каверів на відомі рок-хіти.  Дебютний виступ гурту відбувся 28 квітня 2018 року в місцевому кафе "Сова", після якого музиканти вирішують трішки змінити напрямок лірики в текстах і розробляють нову програму, основний акцент якої, базуючись на традиціях культури сьогодення, має за мету привернути увагу людей до існуючих соціальних проблем в житті пересічних українських смт, і не тільки, а також зі своєрідною іронією демонструє нинішні стандарти в цій самій сучасній культурі.    
Восени 2019 гурт випускає сингл «День тиші», а вже в грудні того самого 2019 року, сингл – «Коала».     25 серпня 2020 року виходить дебютний альбом під назвою "День тиші". До альбому увійшло 9 композицій. Запис альбому було зроблено в домашніх умовах, оскільки орендувати студію було фінансово складно, а також музикантам хотілося спробувати зробити запис своїми силами.  Запланований виступ-презентацію альбому довелося декілька раз відкладати, і врешті-решт відмовитись від неї, у зв'язку з пандемією COVID-19. Презентація нових пісень відбувалася під час виступів в кафе "Сова", яке також ставало майданчиком для зимових репетицій гурту, а також на ютуб каналі гурту. Альбом "День тиші" був тепло прийнятий слухачами, а пісня "Носочкі" стала візитівкою гурту.  Протягом 2020-2021 років гурт веде концертну діяльність, бере участь у щорічнному фестивалі до Дня вуличної музики в Борисполі, відкритті мотосезону у яготинських байкерів з клубу "Байконуті". На фестивалі "Пісенний Спас"  ім.Володимира Шинкарука у м. Житомир, Антон Сербіненко сольно презентує деякі пісні гурту, які також були тепло прийняті глядачами та журі фестивалю.
З початком російського повномасштабного вторгнення в Україну 24 лютого 2022 року, барабанщик гурту Артем Михайленко, мобілізується до лав ЗСУ, а гурт призупиняє активну концертну діяльність, беручи участь лише в благодійних фестивалях до Дня вуличної музики в м. Бориспіль, а також веде студійну роботу, де експериментує зі звучанням та стилями. В цей період виходять пісні "Кури", "Nenna Chussy", "Осіннє кіно", "Не потрібен", в стилі постпанк, а також пісня "Де фіцит, Свєта?", що по стилю відсилається до попередніх проєктів А. Сербіненка та А. Михайленка. Також пісні гурту регулярно звучать на Вінницькому "Радіо Місто над Бугом" в передачі "Крок у ROCK".
Влітку 2023 року в Баришівку приїжджає давній друг гурту, музикант та режисер Станіслав Черкас, який пропонує зняти кліп на одну з пісень. В результаті плідної співпраці, у серпні того ж року, виходить дебютний кліп гурту, на пісню "День тиші". Кліп знято в мальовничих околицях містечка і з, присутнім, музикантам, гумором, розкрито тему нерозділеного кохання та боротьби з депресією, шляхом творчості.
Також в співпраці з Станіславом, навесні 2024 року виходить короткометражний фільм "Паска", в якому знявся гітарист гурту А. Новіцький.
31 серпня 2024 року виходить ще один акустичний сингл гурту "Сад камнєй", в якому гурт повертається до стилю альбому "День тиші".

## Учасники
- Антон Сербіненко - вокал, гітара

- Андрій Новіцький - вокал, гітара
- Артем Михайленко - перкусія

## Дискографія

### Студійні альбоми
- "День тиші" (2019, сингл)
- "Коала" (2019, сингл)
- "День тиші" (2020)
- "Сад камнєй" (2024, сингл)

### Відео
- "День тиші" (2023)
- "Паска" (2024)

### Окремі роботи
- "Там, де закінчився дощ" (2022)
- "Кури" (2022)
- "Пронзіння" (2022)
- "Nenna Chussy" (2023)
- "Осіннє кіно" (2023)
- "Де фіцит, свєта?" (2024)

- "Не потрібен" (2024)